# Trasee turistice montane din România

Munţii Făgăraș - Bâlea Lac

Munţii Ceahlău

Indicatoare din Munții Bucegi

România este străbătută de Munții Carpați, în care se găsesc foarte multe trasee turistice montane. Acestea pot fi străbătute în diferite perioade ale anului în funcție de accesibilitate și periculozitatea acestora.
În România aceste trasee sunt marcate sau nemarcate. Multe dintre acestea sunt inaccesibile și interzise în timpul ierni.

### Principalele zone montane din România și lista traseelor aferente
- Munții Aninei și Munții Dognecei din Carpații Occidentali
  - Trasee montane principale : Anina - Sasca Română, Cheile Nerei - Izvorul Tisiei, Anina - Lacul Buhui, Sasca Montană - Cheile Nerei, Șopotu Nou - Sasca Româna, Reșița - Comuna Dognecea, Reșița - Satul Văliug, Reșița - Gara Colțan și Lacul Ochiul Beului - Cascada Beușnița.

- Munții Baiului din Carpații Orientali

Munții Bucegi

  - Cu plecare/sosire din orașul Sinaia : Sinaia - Vârful Piscul Câinelui
  - Cu plecare/sosire din orașul Bușteni : Bușteni - Stâna Zamora
  - Cu plecare/sosire din Azuga : Predeal - Azuga
  - Cu plecare/sosire din Predeal : Predeal - Azuga, Predeal - Pasul Predeluș
  - Alte trasee : Vârful Băiuțului - Valea Doftanei.

- Munții Bihor din Carpații Occidentali
  - Trasee turistice montane : Vârful Găina - Stațiunea Stâna de Vale, Cabana Scărișoara - Peștera și Ghețarul de la Scărișoara, Cabana Boga - Stațiunea Stâna de Vale, Gara Hălmagiu - Comuna Avram Iancu, Comuna Pietroasa - Cabana Padiș, Cabana Padiș - Cabana Scarișoara și Comuna Pietroasa - Stațiunea Stâna de Vale.

- Munții Bucegi din Carpații Meridionali

- - Cu plecare/sosire din orașul Sinaia : Sinaia - Cabana Peștera
  - Cu plecare/sosire din orașul Bușteni : Bușteni - Jepii Mici - Cabana Babele, Pietroșița - Bușteni, Bușteni - Cabana Mălăiești, Bușteni - Cabana Piatra Arsă, Bușteni - Cota 2000 (Cabana Miorița), Bușteni - Cabana Diham, Bușteni - Șaua Bucșa
  - Alte trasee : Cabana Padina - Satul Moieciu de Sus, Satul Simon - Muntele Pleșa, Orașul Râșnov - Cabana Furnica, Cabana Mălăiești - Șaua La Brîna, Poiana Țapului - Valea Urlătoarea Mare, Cabana Caraiman - Crucea Caraiman, Cabana Zănoaga - Cantonul Bratei, Bran - Vîrful și Cabana Omu, Cabana Babele - Șaua Șugăilor și Cabana Babele - Cabana Caraiman.

- Munții Căliman din Carpații Orientali
  - Trasee montane principale : Satul Lunca Bradului - Șaua Gruiu, Vatra Dornei - Șaua Nicovala, Satul Lunca Bradului - Vârful Pietrosul, Vatra Dornei - Coada Pietrosului, Stâna Terha - Vârful Zurzugău și Poiana Puturosu - Sub Vârful Ratitiș.

- Munții Căpățânii din Carpații Meridionali
  - Trasee montane principale : Căciulata - Șaua La Suhăioasa, Romanii de Sus - Șaua Romanul, Comuna Polovragi - Valea Latoriței, Brezoi - Băile Olănești, Comuna Bărbătești - Satul Cheia, Mănăstirea Bistrița - Curmătura Lespezi, Comuna Vaideeni - Satul Ciungetul, Băile Olănești - Șaua La Hădărau, Mănăstirea Bistrița - Curmătura Rodeanu, Curmătura Polovragi - Satul Ciungetul și Băile Olanești - Motel Lotrișor.

- Munții Ceahlău din Carpații Orientali :
  - Trasee montane principale : Satul Grintieș - Cabana Dochia, Satul Ceahlău - Cabana Fântânele, Bicazul Ardelean - Cabana Dochia, Cabana Fântânele - Poiana Vesuri, Stațiunea Durău - Barajul Bicaz, Satul Izvorul Alb - Cabana Dochia și Stațiunea Durău - Cascada Duruitoarea.

- Munții Cindrel din Carpații Meridionali
  - Trasee montane principale : Rășinari - Șaua Șteflești, Gara Sibiel - Cabana Fântânele, Stațiunea Păltiniș - Tabăra Santa, Cisnădie - Poiana Trandafirilor, Comuna Poiana Sibiului - Sub Vârful Vârtoapele, Stațiunea Păltiniș - Pârtia de Schi, Stațiunea Păltiniș - Cabana Gâtul Berbecului,  Barajul  Lacul Oașa Mică - Vârful Cindrel, Satul Tilișca  - Vârful Guga Mare, Satul Cisnădioara - Rășinari și Cisnădie - Cabana Valea Sadului.

- Munții Ciucaș din Carpații Orientali
  - Trasee montane principale : Satul Cheia - Comuna Vama Buzăului, Satul Cheia - Cabana Ciucaș, Poiana Stînei - Vârful Zăganului, Cabana Muntele Roșu - Capul Muntelui Roșu și Poiana Dalghiului - Vârful Ciucaș.

- Munții Cozia din Carpații Meridionali
  - Trasee montane principale : Gara Turnu Roșu - Cabana Cozia, Comuna Jiblea - Cabana Cozia, Satul Păusa - Gara Lotru și Cabana Cozia - Satul Pricore.

- Munții Făgăraș din Carpații Meridionali
  - Trasee montane principale : Curmătura Foii - Gara Valea Mărului, Satul Sebeș - Vârful Comisu, Comuna Breaza - Cabana Urlea, Cabana Turnuri - Cabana Podragu, Cabana Arpaș - Valea Arpașului, Cabana Bâlea Cascada - Cabana Cumpăna, Comuna Porumbacu de Jos - Vârful Negoiu, Gara Sebeș Olt - Vârful Tătaru, Barajul Vidraru - Vârful Viștea Mare, Cabana Cumpăna - Vârful Negoiu, Cabana Plaiul Foii - Valea Dâmboviței, Comuna Voila - Curmătura Mogoșului, Cabana Arpaș - Cabana Cumpăna, Cabana Podragu - Fereastra Zmeiilor, Cabana Bâlea Lac - Cabana Cascada, Cabana Negoiu - Vârful Serbota, Comuna Avrig - Curmătura de Est a Gârbovei, Comuna Arefu - Vârful Negoiu, Comuna Câinenii Mari - Șaua Apa Cumpănița, Satul Sâmbăta de Jos -  Fereastra Mare a Sâmbetei, Orașul Victoria - Șaua Podragu, Orașul Victoria - Cabana Turnuri, Vârful Sărata - Vârful Șerbota și Cabana Bâlea Cascadă - Cabana Bâlea Lac.

- Munții Harghita din Carpații Orientali
  - Trasee montane principale : Satul Sânsimion - Muntele Ciucului, Comuna Sărăteni - Dealul Calondă, Gara Izvorul Mureșului - Vârful Fagul Roșu, Orașul Praid - Piatra Siclodului, Comuna Cârța - Lacul Dracului, Comuna Vlăhița - Poiana Piatra Altarului și Băile Tușnad - Stânca Șoimilor.

- Munții Iezer-Păpușa din Carpații Meridionali
  - Trasee montane principale : Vârful Roșu - Curmătura Oticului, Cabana Voina - Satul Săticu de Sus, Cabana Voina - Crucea Ateneului, Comuna Rucăr - Piciorul Muntele Grădișteanu și Refugiul Salvamont Bătrâna - Șaua Șleul Bătrînei.

- Munții Leaota din Carpații Meridionali
  - Trasee montane principale : Comuna Stoenești - Vârful Leaota, Satul Cotenești - Cabana Leaota, Comuna Runcu - Comuna Podul Dîmboviței și Valea Bărbulețul - Vârful Bucșa.

- Munții Măcinului din Nordul Dobrogei
  - Trasee montane principale : Luncavița - Satul Cerna, Valea Fagiilor - Comuna Greci, Măcin - Vârful Chișcura Chelului și Luncavița - Vârful Căpușa.

- Obcinele Bucovinei din Carpații Orientali
  - Trasee montane principale : Satul Bobeica - Pasul Mestecaniș, Câmpulung Moldovenesc - Satul Frumosu, Satul Dragoșa - Sucevița, Satul Voroneț - Mănăstirea Humor, Satul Voroneț - Mănăstirea Neamț, Satul Prisaca Dornei - Vârful Tomnatecu și Moldovița - Putna.

- Munții Pădurea Craiului din Carpații Occidentali
  - Trasee montane principale : Cabana și Peștera Vadu Crișului - Peștera Lesiana, Motel Leșu Baraj - Cabana și Peștera Meziad, Satul Meziad - Cabana Barajul Leșu, Cabana și Peștera Vadu Crișului - Comuna Șuncuiuș, Cabana și Peștera Meziad - Stațiunea Stâna de Vale și Comuna Șuncuiuș - Peștera Bătrânului.

- Munții Parâng din Carpații Meridionali
  - Trasee montane principale : Livezeni - Hotel Rusu, Satul Stâncești Larga - Vârful Parângul Mare, Comuna Câmpa - Cabana Obârșia Lotrului, Defileul Jiului La Strâmbuța - Stâna Piatra Argelelor și Șaua Piatra Tăiată - Cabana Obârșia Lotrului.

- Munții Piatra Craiului din Carpații Meridionali
  - Trasee montane principale : Padina Lui Man - Sub Vârful Turnu, Cabana Brusturet - La Table, Comuna Dâmbovicioara - Refugiul Grind, Padina Șindrilei - Vârful Turnu, Cabana Curmătura - La Table, Zărnești - Zărnești și Cabana Curmătura - Satul Peștera.

- Munții Rarău-Giumalău din Carpații Orientali
  - Trasee montane principale : Satul Pojorâta - Hotel Rarău, Muntele Piatra Caprei - Cabana Giumalău, Vatra Dornei - Vârful Obcina Mare, Hotel Rarău - Cabana Zugreni și Câmpulung Moldovenesc - Hotel Rarău.

- Munții Retezat din Carpații Meridionali
  - Trasee montane principale : Satul Ohaba de Sub Piatră - Lacul Bucura, Cabana Pietrele - Vârful Retezat, Lacul Bucura - Câmpul Lui Neag, Lacul Zănoaga - Lacul Bucura, Șaua Retezatului - Lacul Bucura, Lacul Bucura - Uricani, Cabana Pietrele - Cabana Gura Zlata și Gara Pui - Cabana Gura Zlata.

- Munții Rodnei din Carpații Orientali
  - Trasee montane principale : Pasul Șetref - Pasul Rotunda, Comuna Rodna - Sub Vârful Ineu, Dealu Ștefăniței - Capul Muntelui, Gara Borșa - Stația Meteo, Satul Romuli - Vârful Bătrâna, Comuna Șanț - Vârful Ineuț și Complexul Turistic Borșa - Cabana Puzdrele.

- Munții Semenic din Carpații Occidentali
  - Trasee montane principale : Satul Văliug - Complexul Turistic Semenic, Comuna Slatina Timiș - Complexul Turistic Semenic, Lacul Secu - Șaua Prislop și Complexul Turistic Semenic - Vârful Piatra Nedeii.

- Munții Trascău din Carpații Occidentali
  - Trasee montane principale : Cheile Ampoiului - Peștera Liliecilor, Satul Sălciua - Satul Vălișoara, Cabana Râmeți - Satul Sălciua și Alba-Iulia - Satul Tăuți.

- Munții Vrancei din Carpații Orientali
  - Trasee montane principale : Comuna Tulnici - Comuna Nereju, Valea Bisca Mare - Vârful Penteleu, Valea Nărujei - Șaua Tișiței, Comuna Gura Teghii - Vârful Podu Calului, Cabana Cascada Putnei - Șaua Geamăna, Valea Zăbala - Vârful Lăcăuți, Poiana Sărata - Soveja și Brebu - Șaua Căprioarei.